# Repent America
Repent America is een christelijk-fundamentalistische organisatie in de Verenigde Staten die is gevestigd in Philadelphia. De organisatie voert onder andere actie tegen uitingen van homoseksualiteit.
De verwoesting van New Orleans door de orkaan Katrina zijn volgens Repent America toe te schrijven aan de zondigheid van de inwoners. De organisatie hangt de opvattingen van Intelligent design aan; zij keert zich tegen de Rooms-Katholieke Kerk met name omdat deze de evolutietheorie accepteert. Het Engelse woord repent staat voor het voelen of uitspreken van spijt of wroeging.
Repent America functioneert als politieke pressiegroep en wil haar denkbeelden omzetten in wetgeving.